# Haliotinella
Genre
Haliotinella est un genre de mollusques gastéropodes de la famille des Naticidae.

## Systématique
Le genre Haliotinella a été créé en 1875 par le malacologiste français Saint-Martin Souverbie (d) (1815-1891) avec pour espèce type Haliotinella montrouzieri

## Liste d'espèces
Selon World Register of Marine Species (16 septembre 2021) :
- Haliotinella montrouzieri Souverbie, 1875 - espèce type
- Haliotinella patinaria Guppy, 1876

## Publication originale
- Docteur Souverbie, « Descriptions d'espèces nouvelles de l'Archipel Calédonien », Journal de conchyliologie, Paris, Paul Henri Fischer, vol. 23,‎ 1875, p. 33-44 (ISSN 0021-7719 et 2391-0992, OCLC 1605690, lire en ligne).